# Diocesi di Copto
La diocesi di Copto (in latino Dioecesis Coptitensis) è una sede soppressa e una sede titolare della Chiesa cattolica.

## Storia
Copto, identificabile con Qift nell'odierno Egitto, è un'antica sede episcopale della provincia romana della Tebaide Seconda nella diocesi civile d'Egitto. Faceva parte del patriarcato di Alessandria ed era suffraganea dell'arcidiocesi di Tolemaide.
Una lista araba di vescovi presenti al concilio di Nicea del 325, attribuita a Severo el Asmounayn e datata al X secolo, menziona il vescovo Ariano di Qeft (ossia di Copto). Questo prelato è assente nella ricostruzione della lista dei vescovi niceni fatta da Heinrich Gelzer nel 1898, ma inserito tra i vescovi di Copto da autori più recenti.
Il secondo vescovo noto di questa antica diocesi è Teodoro, che aveva aderito allo scisma meleziano; il suo nome appare nella lista, trasmessa da Atanasio di Alessandria, dei vescovi meleziani che Melezio di Licopoli inviò all'arcivescovo Alessandro di Alessandria all'indomani del concilio di Nicea del 325. Teodoro in seguito si riconciliò con il partito di Atanasio, e figura tra i vescovi ortodossi al concilio di Tiro del 335.
Nella lettera festale XIX di Atanasio di Alessandria, del 347, vengono riportati i nomi di vescovi deceduti di diverse sedi egiziane e i nomi di coloro che furono nominati al loro posto. Per la sede di Copto al defunto Teodoro succedette il vescovo Psenosiris. Questo vescovo era ancora in carica nel 356, anno in cui fu esiliato, assieme ad altri vescovi, nella regione di Ammoniakè durante la persecuzione di Giorgio d'Alessandria.
Nella seconda metà del IV secolo è noto il vescovo Patape. Seguono, nel V secolo, Febammone, che fu presente al concilio di Efeso del 431, e Sabino, che prese parte al concilio di Calcedonia del 451. Sono noti altri due vescovi di epoca bizantina, Teofilo e Timoteo, di incerta collocazione cronologica.
L'ultimo vescovo noto prima della conquista araba è Pisenzio, vescovo monofisita, monaco nei pressi di Tebe, che fu consacrato vescovo di Copto dal patriarca copto Damiano (576-605); ebbe una grande influenza sui monasteri della regione e fu uno dei maggiori scrittori ecclesiastici della sua epoca. A lui sono attribuiti una serie di papiri e ostrakon, che costituiscono il cosiddetto "archivio di Pisenzio".
Dal XIX secolo Copto è annoverata tra le sedi vescovili titolari della Chiesa cattolica; la sede è vacante dal 17 febbraio 1967.

## Cronotassi

### Vescovi di epoca bizantina
- Ariano † (menzionato nel 325)
- Teodoro † (prima del 325 - prima del 347 deceduto)
- Psenosiris † (prima del 347 - dopo il 356)
- Patape † (seconda metà del IV secolo)
- Febammone † (menzionato nel 431)
- Sabino † (menzionato nel 451)
- Teofilo †
- Timoteo †
- Pisenzio † (prima del 607 - dopo il 632)

### Vescovi di epoca araba
- Vincenzo † (VII secolo)
- Mosè † (VII secolo)
- Komes † (menzionato nel 700 circa)
- Menas † (?)

### Vescovi titolari
- Franziskus Xaver Hennemann, S.A.C. † (16 luglio 1913 - 17 gennaio 1951 deceduto)
- Luis Alfredo Carvajal Rosales † (28 luglio 1955 - 17 febbraio 1967 succeduto vescovo di Portoviejo)